# 가우다 왕국
가우다 왕국(Gauṛa Rājya)은 서기 4세기 또는 그 이전에 벵골의 가우다 지역에서 기원한 고전기 인도의 왕국이다.

## 역사
대승 불경 대방광보살장문수사리근본의궤경은 4세기에 굽타 제국으로 대체되기 전 벵골에 가우다 왕국이 존재했다고 기록한다. 바르다르만에서 태어난 로카 왕은 서기 4세기 초에 통치했음에 틀림없다고 언급된다.
샤샹카 왕은 종종 가우다라고 불리는 통일 벵골에서 최초로 분리된 정치적 실체를 만든 것으로 여겨진다. 그는 7세기에 통치했고, 일부 역사가들은 그의 치세를 대략 590년과 625년 사이에 두었다. 그의 수도는 오늘날 무르시다바드구 구청소재지인 바하람푸르에서 남서쪽으로 9.6km 떨어진 카르나수바르나였다. 당나라 승려 현장은 카르나수바르나국에서 샤샹카가 통치하는 오늘날 오리샤주 지역으로 여행했다. 특정 고대 기록에서 푼드라바르다나가 가우다의 일부라는 언급이 존재한다. 샤샹카의 초기 생애에 대해서는 알려진 바가 많지 않다. 역사가 DK 강굴리는 그가 마가다 출신이라는 결론을 내린 것으로 알려졌다. 같은 자료에 따르면 역사가 파드마나트 밧타차리야가 샤샹카를 마하세나굽타의 아들로 주장했다. RD 바네르지는 그가 마가다 굽타의 후손이라고 결론지었다. 나겐드라나트 바수는 샤샹카가 벵골에 카르나사바르나시를 세운 라자 카르나데바의 아들/후예라고 주장했다.

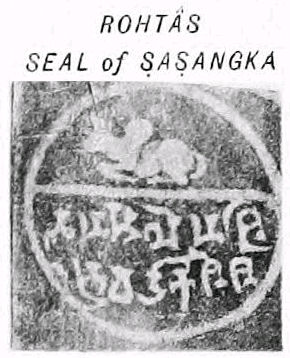
샤샹카의 왕실 인장.

일부 출처에서 샤샹카는 벵골의 부족 지도자로 묘사된다. 샤샹카의 이름은 샤샹카 및 샤샹카-데바를 포함하여 여러 형태로 나타난다. 이름은 산스크리트어로 달의 또 다른 이름에서 파생되었다. 따라서 샤샹카-데바는 느슨하게 달의 신으로 번역된다. 힌두의 신 시바는 머리에 달을 이고 있기 때문에 샤샹카 세카르라고도 알려져 있다. 당나라 승려 현장의 저서에는 사상기아로 언급되어 있다. 그는 또한 샤샹카 나렌드라굽타라고도 불리며 그가 후굽타 왕조의 후손이라는 초기 주장에 신빙성을 부여했다. 싱하의 마가다 왕조 역사에서 '샤샹카'와 '소마'라는 이름은 같은 의미로 사용된다. 일부 역사가들은 샤샹카가 후굽타 왕조의 마하세나굽타 치하에서 봉건제후(마하사만타)로 경력을 시작했다고 믿는다. 그리고 마하세나굽타가 죽은 후 샤샹카는 나중에 후굽타와 다른 저명한 귀족을 지역에서 몰아내고 카르나수바르나를 수도로 하는 자신의 왕국을 세웠다. 샤일렌드라 나트 센과 같은 다른 역사학자들은 - 이미 (적절한 보호를 제공하는 데 실패한 것으로 인해) 마우카리로부터 압력을 받고 있는 - 마하세나굽타가 - 그렇게 중요한 자리에 샤샹카를 의도적으로 임명하지 않았을 것이라고 생각한다. 미딜레톤(2015)은 샤샹카가 가우다 왕, 아마도 자야나가의 마하사만타 역할을 했다고 비슷한 맥락에서 주장한다. 샤산카가 마우카리 또는 후굽타의 봉신인지에 대한 여부는 알려져 있지 않다. 마하세나굽타가 죽은 후 605년에 샤샹카는 가우다 왕국으로 알려지게 된 왕국을 세웠다. 그곳에서 그는 승리를 축하하기 위해 금화를 발행했으며 마하라자디라자로 불리게 되었다. 일부 자료에 따르면 가우다시는 샨칼라데바 왕이 설립했다. 그는 원래 카나우지 출신이었다. 힌도스탄의 역사(원래 피리슈타가 쓴 굴샨-이-이브라흐미라는 책에서 번역됨)라는 책에서 샨칼라데바는 카나우지 출신이며 기원전 8세기에 가우다시를 세웠다고 명시되어 있다. 샤산카의 사후 그의 자리는 8개월 동안 왕국을 다스린 그의 아들 마나바가 계승했다. 그러나 가우다는 곧 푸시야부티 왕조의 하르샤바르다나와 카마루파의 바스카라바르만에 의해 분할되었고 후자는 카르나수바르나를 정복하기도 했다.
가우다와 라르 지역의 연결에 관한 증거는 일치하지 않는다. 크리슈나 미슈라(11세기 또는 12세기)는 그의 저서인 프라보다-찬드로다야에서 가우다라슈트라는 후글리와 하우라 지역에 부르슈트와 동일시되는 라르(또는 라르푸리)와 부리슈티카를 포함한다고 언급하지만, 야다바 왕 자이투기 1세의 마나골리 비문은 랄라(라르)와 가울라(가우다)를 구분한다.
13세기와 14세기 자이나교 작가들에 따르면, 가우다는 오늘날의 말다구에 락슈마나바티를 포함시켰다.
팔라 황제들은 방가파티(방가의 군주)와 가우데슈바라(가우다의 군주)로 불렸다. 세나 왕들은 또한 자신을 가우데슈바라라고 불렀다. 그때부터 가우다와 방가는 벵골 전체를 통칭하는 상호 교환 가능한 이름이 된 것으로 보인다.